# Viorica Dumitru
Viorica Dumitru, född den 4 augusti 1946 i Bukarest, Rumänien, är en rumänsk kanotist.
Hon tog OS-brons i K-1 500 meter i samband med de olympiska kanottävlingarna 1968 i Mexico City.
Hon tog därefter OS-brons i K-2 500 meter i samband med de olympiska kanottävlingarna 1972 i München.